# Nick Dasovic
Nick Robert Dasovic (né le 5 décembre 1968 à Vancouver en Colombie-Britannique) est un joueur de soccer international canadien d'origine croate, qui évoluait au poste de milieu de terrain, avant de devenir entraîneur.

## Biographie

### Carrière de joueur

#### Carrière en sélection
Avec l'équipe du Canada, il dispute 63 matchs (pour 2 buts inscrits) entre 1992 et 2004. Il figure notamment dans le groupe des sélectionnés lors des Gold Cup de 1993, de 2000, de 2002 et de 2003.
Il participe également à la Coupe des confédérations de 2001. Lors de cette compétition il joue un match contre le Brésil et un autre contre le Cameroun.

## Palmarès
Canada
- Gold Cup (1) :
  - Vainqueur : 2000.